# A Caseira e a Catarina

Ariano Suassuna em 1964.

A Caseira e a Catarina é uma peça de teatro em um ato de Ariano Suassuna, escrita em 1962.